# Hubert Wolf (Schauspieler)

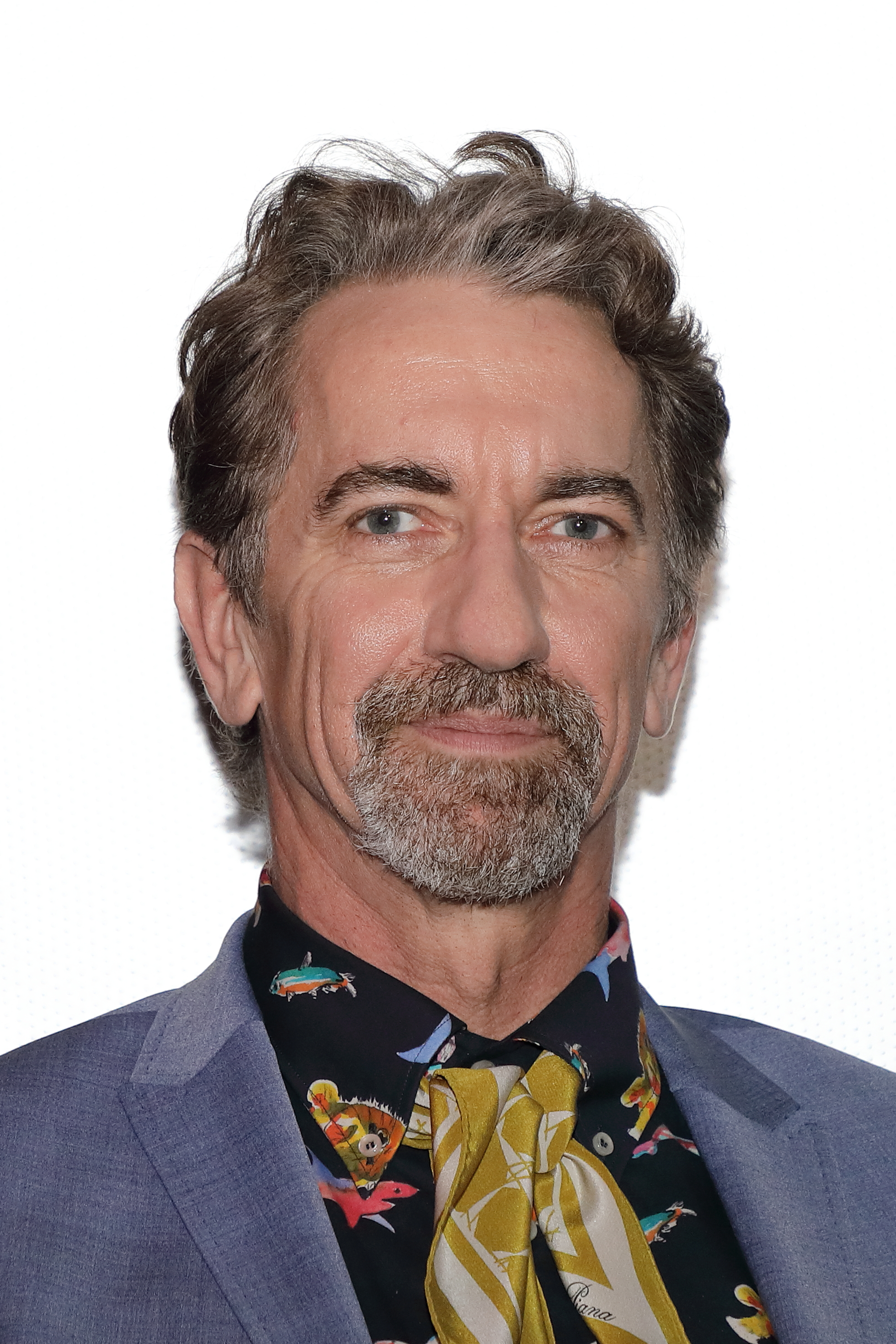
Hubert Wolf (2019)

Hubert Wolf (* 3. September 1967 in Braunau) ist ein österreichischer Schauspieler, der in Film, Fernsehen und am Kabarett tätig ist. Den Fernsehzuschauern ist er auch als Papa Max Putz aus der Werbung der Möbelkette XXXLutz bekannt.

## Leben
Im Jahr 2008 spielte er das Gespenst Sir Simon im Stück Das Gespenst von Canterville, einem Oscar-Wilde-Stück unter der Regie von Werner Sobotka (Intendanz Adi Hirschal). Des Weiteren hatte er eine wiederkehrende Rolle als Polizeibeamter in der Fernsehserie Trautmann. 2011 spielte er in der Fernsehkomödie Plötzlich fett! eine Nebenrolle als Hoteldirektor.
Vom 11. April bis 25. Mai 2012 war er als „Onkel“ Philipp Klapproth die Pension Schöller im gleichnamigen Musical (im Wiener Metropol) zu sehen.
Hubert Wolf lebt mit Frau und Tochter in Wien.

## Filmografie
- 1995: Polizeiruf 110 (Folge: Abgründe)
- 1995: Kommissar Rex (Folge: Die blinde Zeugin)
- 1995: Süßes Holz
- 1996: Azzurro
- 1997: Kaisermühlen Blues – Leben und leben lassen
- 1997: Laura
- 1998: Kommissar Rex (Folge: Geraubtes Glück)
- 1999: Medicopter 117 – Jedes Leben zählt (Folge: Der Bankraub)
- 2000–2008: Trautmann (7 Episoden)
- 2008: Mutig in die neuen Zeiten: Alles anders
- 2000: Julia – Eine ungewöhnliche Frau (Folge: Endlich ein Vater)
- 2000: MA 2412 – Wissen ist Macht
- 2002: Vollgas
- 2009: Fladeranten Schau
- 2010: Die Gipfelzipfler (3 Episoden)
- 2011: Plötzlich fett
- 2012: Tom Turbo (Folge: Stinkis Schnarch- und Schluckaufkraut)
- 2012: Schnell ermittelt (Folge: Konrad Mautsch)

## Auszeichnungen
- 1998: gemeinsam mit Bruno Reininger für die Mitleids-Tour den Wiener Goldenen Kleinkunstnagel
- 1999 für Songs an einem Sommerabend den Sonderpreis des Bayerischen Rundfunks der Nachwuchskünstler auf Kloster Banz/Bamberg